# Крис Беноа
Кристофър Майкъл Беноа е канадски професионален кечист.
Най-добре е познат от изявите си в ECW, WCW и WWE. През кариерата във федерациите WCW, ECW и WWE, Крис е печелил 16 титли, две от които Световни. Победител е на Кралското меле през 2004. Беноа е печелил 7 пъти титлата по двойки. Последният мач на Крис Беноа е бил на 19 юни 2007 в този мач Беноа побеждава Илайджа Бърк и става претендент за титлата на ECW.
Беноа, съпругата му Нанси и сина му Даниъл са намерени мъртви в техния дом. След разследване се смята, че Крис е убил семейството си. В деня на смъртта си Беноа е имал мач за титлата на ECW на турнира Vengeance, където по план, той е трябвало да спечели тази титла.

## NJPW дебют (1989-1994)
Крис Беноа започва да се състезава за NJPW като първата година отдава, за да се обучава. На дебютния му мач Беноа е носил маска и се е бил под името Pegasus Kid. Много пъти Крис е казвал, че е мразил маската, но впоследствие тя е станала част от него.
През 1990, Крис Беноа печели първата си титла Junior Heavyweight Championship, като я печели от Джъстин Лъгър. По-късно Ким Лъгър му взема титлата и така губи не само нея, но е принуден и да свали маската. След този мач той се бие под името Wild Pegasus. Прекарва още 4 години в NJPW.

## WCW дебют (1992-1993)
Крис Беноа дебютира през юни 1992. Той сформира отбор с Биф Уелингтън и получават мач за Световните отборни титли на NWA, но не се справят с опонентите си Брайан Пилман и Джстин Лъгър. Крис Беноа напуска за малко WCW, но на 13 януари 1993 се завръща, като побеждава Брад Арамстронг, но месец по-късно губи от 2 Cold Scorpio. Само 3 секунди от започването на мача, Крис е туширан като лимитът е 20 минути. В същото време той сформира отбор с Боби Алтон. След като той и Алтон губят от 2 Cold Scorpio и Маркус Багуил, Беноа се завръща в Япония.

## ECW дебют (1994-1995)
През 1994 започва да работи за ECW. Безрезервно става най-добрия борец там. На 2 ноември 1994 в мача си срещу Сабу, Беноа чупи врата му броени секунди след започването на мача. През февруари 1995 Крис Беноа и Дийн Маленко печелят ECW World Tag Team champions от Сабу и Таз. По-късно Беноа е принуден да напусне ECW, защото договора му е с изтекъл срок. Пол Хеймън се опитал да поднови договора, но от WCW се обадили и Беноа се върнал там.

## WCW завръщане (1995-2000)
NJPW и WCW имали работни взаимоотношения, но Беноа подбисал договор с WCW заедно с много други таланти през 1995 работещи за NJPW. Започнал много мачове срещу бившите си саперници от NJPW. В края на 1995 Беноа се върнал в NJPW.
През 1998 Беноа започнал люта вражда с Букър Ти за WCW World Television Championship. Букър Ти загубил титлата от Фит Финли и нито той, нито Беноа враждували за нея.
През 1999 Беноа отново сформира отбор с Дийн Маленко, те победжват Кърт Хенинг и Бари Уиндъм, които са тогавашни WCW World Tag Team Champions. И така стават шампиони. Отборът се разпада и няколко месеца Крис Беноа се бие в отбор с Равен, Пери Сатурн, Били Кидман и Рей Мистерио младши. Но по-късно успял да спечели WCW United States Heavyweight Championship и заедно с Дийн Маленко, Пери Сатурн и Шейн Дъглас сформирали отбор с името Революция. Започнали да привличат много нови суперзвезди към отбора си. Беноа и Дъглас имали спорове след, които Беноа напуснал отбора. Беноа спечелил мач за WCW United States Heavyweight Championship срещу Джеф Джарет, но мача бил със стълба. Най-забележимия мач на Беноа в WCW е през 1999 срещу Брет Харт в памет на брат му Оуен Харт. Брет печели чрез предаване.
Последния мач на Беноа бил през януари 2000 за определяне на претендент на WCW World Heavyweight Championship, но срещу него се изправил Сид, който взел победа. Беноа напуснал федерацията заедно с Еди Гереро, Дийн Маленко и Пери Сатурн.

## WWE дебют (2000-2007)
В началото (2000 – 2001)
Беноа дебютира заедно с Еди Гереро, Дийн Маленко и Пери Сатурн. Той бързо успял да спечели първата си титла на Кечмания 16 в тройна заплаха срещу Крис Джерико и Интерконтиненталният шампион Кърт Енгъл. Беноа започнал враджа с Крис Джерико за трофея му. Крис Джерико успява да вземе титлата му на Royal Rumble 2001 в мач със стълба.
Партнъорство с Крис Джерико (2001)
Беноа започнал вражда с Кърт Енгъл като на Judgment Day, Крис и Енгъл се срещнали в мач 2 от 3 туша, където Енгъл победил, заради намесата на Острието и Крисчън.
Първична сила и Разбиване (2002-2003)
При първия жребий Беноа е избран и преминава в Разбиване. Но по-късно се завръща в Първична Сила, там той печели Интерконтиненталната титла и заедно с Еди Гереро са преместени в Разбиване. На Лятно тръшване Крис Беноа се изправя в мач срещу Роб Ван Дам за титлата му, но не успява да го победи и Роб се връща в Първична Сила с титлата. Скоро след като се завърнал в Разбиване, Беноа и неговия партнъор-враг Кърт Енгъл стават първите WWE Tag Team Champions, като побеждават Еди и Чаво Гереро. Беноа отново сформира отбора си с Райно и на Кечмания 19 участват срещу Чарли Хас и Шелтън Бенджамин, Еди Гереро и Чаво Гереро в тройна заплаха за отборните титли.
Кърт Енгъл успява да спечели WWE титлата на Армагедон за трети път от Грамадата. Крис става претендент на Royal Rumble 2003. Макар и да губи мача, феновете продължават да го подкрепят. Беноа отново сформира отбора си с Райно и на Кечмания 19 участват срещу Чарли Хас и Шелтън Бнеджамин, Еди Гереро и Чаво Гереро в тройна заплаха за WWE Tag Team Championship. Но Хас и Бенджамин задържат титлите.
Беноа сформирал отбор с Джон Сина срещу Full Blooded Italians. През юни 2003 титлата WCW United States Championship била преименувана на WWE United States Championship, Крис Беноа участвал в турнир за титлата като в първия мач победил Райно в следващия кръг победил Мат Харди за 1 секунда, но на финала бил победен от Еди Гереро на турнира Vengeance.
Първична сила и Световен шампион в тежка категория (2004-2005)
В квалификационния мач за Royal Rumble 2004 в отбор с Джон Сина срещу Full Blooded Italians в хандикап мач, Канадецът успя да се класира. На 25 януари на Royal Rumble 2004, Крис влиза като номер 1 и успя да се справи с всички 29 останали участника. Така получава шанс на Кечмания да се бие за някой от двата най-скъпи за един кечист титли – WWE Championship и World Heavyweight Championship. Крис Беноа става вторият кечист, който влиза под номер 1 и излиза последен, това успява да направи и Шон Майкълс през 1995. На Кечмания 20, Крис се изправя срещу Шон Майкълс и шампиона в тежка категория тогава, Трите Хикса в тройна заплаха. Беноа печели и става новия шампион. Това става на 14 февруари 2004. Тази титла е била най-големия трофей през цялата му 19-годишна кариера. В мач реванш, канадецът се изправя срещу Шон Майкълс и си запазва титлата. На следващата вечер, заедно с Острието, печелят отборните титли, като побеждават Батиста и Рик Флеър. Беноа става двоен шампион.
Докато той и Острието защитават титлите срещу La Résistance, Крис тряба да защитава и титлата в тежка категория срещу Кейн.
На 15 август 2004 на Лятно тръшване, Крис Беноа се изправя срещу Ренди Ортън за титлата в тежка категория. Беноа губи и нов шампион става Ортън.
Разбиване и United States Champion (2005-2006)
На 9 юни Крис Беноа бе избран от жребия и се връща в Разбиване. На 24 юли на Голямото Американско сбиване, Крис се изправя срещу Орладно Джордан за United States Championship, но Орландо успява да запази титлата си. На Лятно тръшаване Беноа успява да победи Джордан само за 25 секунди. На следващите издания на Разбиване, бесния върколак, Крис Беноа, успява да победи Орландо Джордан съответно за 23,4 секунди и 22,5 секунди. Две седмици по-късно Орладно Джордан побеждава Беноа само за 49,8 секунди.
На 13 ноември 2005, Еди Гереро е намерен мъртъв в хотелска стая в Менеаполис. В следващия епизод на Първична сила всички супер звезди от Разбиване и Първична сила се събират, за да отдадът памет на Еди Гереро. На видео-признанието си, Крис Беноа е много емоционален и казва, че много обича Еди и никога няма да го забрави. На следващия епизод на Разбиване, Крис побеждава Трите Хикса в памет на Еди Гереро.
Следват няколко мача между Крис Беноа и Букър Ти в тяхната вражда. Беноа успява да вземе титлата на No Way Out 2006. Беноа успява да победи и Ренди Ортън в мач No Holds Barred.
Следващата седмица Крис има мач срещу Джей Би Ел. Крис му чупи ръката и Джей Би Ел е опериран. На Кечмания 22, Джей Би Ел успява да победи Крис Беноа нечестно и взема титлата. Две седмици по-късно, Беноа използва мача реванш който е в клетка, но Джй Би Ел отново печели с измама. На турнира Крал на Ринга, Финли побеждава Крис Беноа, като го удря със стол в шията и му прави келтски кръст. На следващия епизод на Разбиване, Марк Хенри се изправя срещу Крис и му наранява реброто. Устата на Беноа започва да кърви. Беноа си взема отпуска.
На 8 октомври на турнира No Mercy, Беноа се завръща и побеждава Уилиам Рийгъл. На епизода на Разбиване, Крис Беноа печели за 5 път титлата United States Champion от Кен Кенеди. Тогава Беноа участва във вражда с Чаво и Вики Гереро. Враждата се заражда, защото Беноа търси отговор от Чаво и Вики за поведението им към Рей Мистерио.
Следва вражда между Крис Беноа и Ем Ви Пи, Портър твърди че той е най-достоен за United States Champion. На Кечмания 23 двамата се изправят един срещу друг, но Крис Беноа успява да запази титлата си. На Judgment Day Ем Ви Пи успява да спечели титлата в мач 2 от 3 туша.

## ECW завръщане (2007)
На 11 юни в жребия през 2007 Крис Беноа бе изтеглен и преминава в ECW, след като губи мача си срещу Боби Лейшли. Беноа печели дебютния си мач, като партньор на СиЕм Пънк срещу Илайджа Бърк и Маркус Кор Вон. На 19 юни беше последният мач на Беноа. Той беше срещу Илайджа Бърк за определяне на опонент на СиЕм Пънк за ECW World Championship на Vengeance. Беноа порпусна уикенда, защото жена му и сина му са повръщали кръв поради хранително отравяне. Заради семейните проблеми на семейство Беноа, Крис не е могъл да се бие и Джони Нитро го замества. Нитро печели мача и става ECW World Champion.

## В кеча
Завършващи и ключови хватки:
- Драконски суплекс – от 1992 до 1998 и от 1998 до 2007, като обикновена хватка
- Кръстосаните ръце
- Летящ удар с глава √
- Захапката на акулата √
- Гръбнакотрошач √
- Удар с крак √
- Бели ту Бели раменотрошач √
- Бостънски рак √
- Бластер – от 1991 до 1994
- Бели ту бак √
- Германски суплекс√
- Снап суплекс √
- Тримата Амигос √

## Мениджъри
- Арн Андерсон
- Мис Елизабет
- Тед Дибиаси
- Шейн Дъглас
- Шейн МакМеън

## Титли и постижения
- Световен шампион в тежка категория (1 път)
- Отборен шампион (1 път) – с Кърт Енгъл
- Шампион на Съединените щати (3 пъти)
- Интерконтинентален шампион (4 пъти)
- Световен Отборен шампион (3 пъти) – с Крис Джерико (1) и Острието (2)
- Кралско Меле (2004)
- ECW World Tag Team champions (1994 с Дийн Маленко)